# Pulau Samulun
Pulau Samulun (en malais : சமுளுன் தீவு), est une île située au Sud-Ouest de l'île principale de Singapour. 

## Géographie
Développée en polder et entièrement occupée par des établissements industriels, elle s'étend sur environ 1,4 km de longueur pour une largeur approximative de 960 m.